# Montezumia liliaceosa
Montezumia liliaceosa är en stekelart som beskrevs av Giovanni Gribodo 1891.
Montezumia liliaceosa ingår i släktet Montezumia och familjen Eumenidae. Inga underarter finns listade i Catalogue of Life.